# João Vicente Claudino

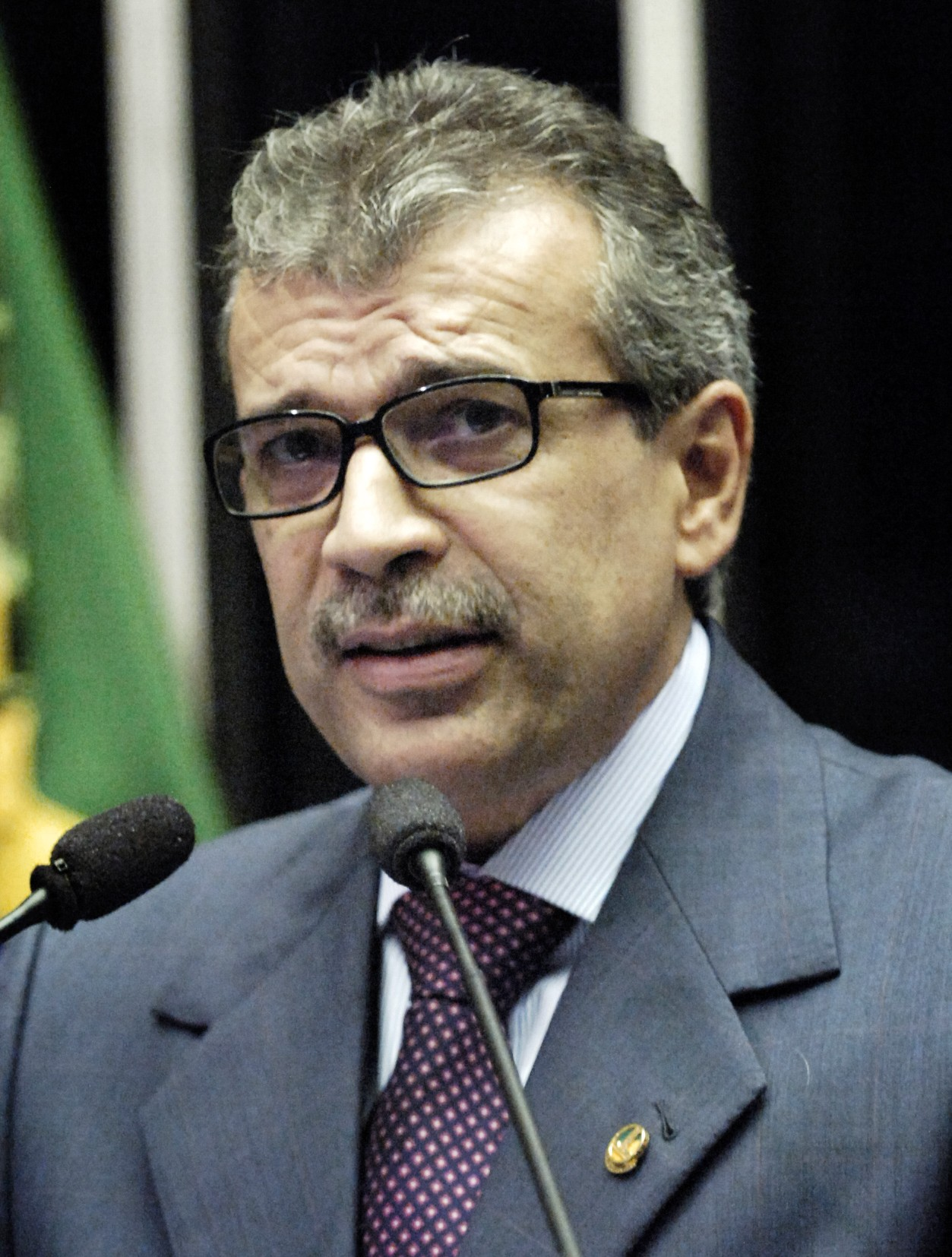
Joao Vicente claudino en 2009

João Vicente Claudino (Cajazeiras, Paraíba, 9 de febrero de 1963) es un político brasileño. Actualmente forma parte del Senado de Brasil, tras conseguir el 65,44% de los votos en el estado de Piauí en las elecciones legislativas de 2006. Fue apoyado por una coalición formada por el Partido de los Trabajadores, el Partido Laborista de Brasil, su partido, el Partido Socialista Brasileño, el Partido Comunista del Brasil y el Partido Liberal.
Está licenciado en economía por la Universidad de Fortaleza. Sus inicios en política fueron como Secretario de Industria y Comercio en el gobierno estatal de Piauí de la mano de Mão Santa. Permaneció en el cargo de 1995 a 1998.
- Datos: Q5482379
- Multimedia: João Vicente Claudino / Q5482379